# دیان لکیچ
دیان لکیچ (صربی: Dejan Lekić؛ زادهٔ ۷ ژوئن ۱۹۸۵) بازیکن فوتبال اهل صربستان است.
از باشگاه‌هایی که در آن بازی کرده‌است می‌توان به باشگاه فوتبال ایبار، باشگاه فوتبال اوساسونا، باشگاه فوتبال اسپورتینگ خیخون، باشگاه فوتبال ژیرونا، باشگاه ورزشی گنچلربیرلیغی، باشگاه فوتبال ستاره سرخ بلگراد، و باشگاه فوتبال رئوس دپورتیو اشاره کرد.
وی همچنین در تیم ملی فوتبال صربستان بازی کرده‌است.